# Bruno Giorgi (sculpteur)
Pour les articles homonymes, voir Bruno Giorgi et Giorgi.
Bruno Giorgi (13 août 1905, Mococa - 7 septembre 1993, Rio de Janeiro) est un sculpteur brésilien.
Né au Brésil, fils d'immigrés italiens, il retourne vivre à Rome avec sa famille en 1911. Au début des années 1920, il y étudie le dessin et la sculpture. Il participe à des mouvements antifascistes, ce qui lui vaut d'être arrêté et condamné à sept ans de prison. Après avoir passé quatre ans en détention, il est extradé vers le Brésil à la suite d'une intervention de l'ambassadeur du Brésil en Italie.
En 1937, il  étudie à Paris à l'Académie de la Grande Chaumière et à l'Académie Ranson, où il rencontre Aristide Maillol, qui influencera son travail. Il fréquente également Henry Moore, Marino Marini et Charles Despiau.
De retour à São Paulo en 1939, il travaille avec les artistes du groupe Santa Helena, et participe également à la Familia Artistica Paulista. 
En 1943, à l'invitation du ministre Gustavo Capanema, il déménage à Rio de Janeiro et installe son atelier à Praia Vermelha, où parmi ses élèves figure Francisco Stockinger.
Sa sculpture Os Guerreiros (dite Os Candangos) est exposée sur la Place des Trois Pouvoirs à Brasilia.

## Œuvres majeures
- Monument à la Jeunesse Brésilienne (Monumento à Juventude Brasileira), 1947, jardins du Ministère de l'Éducation et de la Santé (aujourd'hui Palais de la Culture), Rio de Janeiro
- Les Guerriers (Os Guerreiros), dite Os Candangos, 1959, Place des Trois Pouvoirs, Brasilia
- Monumento a San José de Anchieta, 1960, San Cristóbal de La Laguna, Tenerife
- Monument à la Culture (Monumento à Cultura), 1965, Place Edson Luís, Université de Brasilia
- Météore (Meteoro), 1967, Ministère des Relations Extérieures, Brasilia
- Théorème (Teorema), 1987-1988, Porto Alegre
- Intégration (Integração), 1989, Mémorial de l'Amérique Latine, São Paulo.

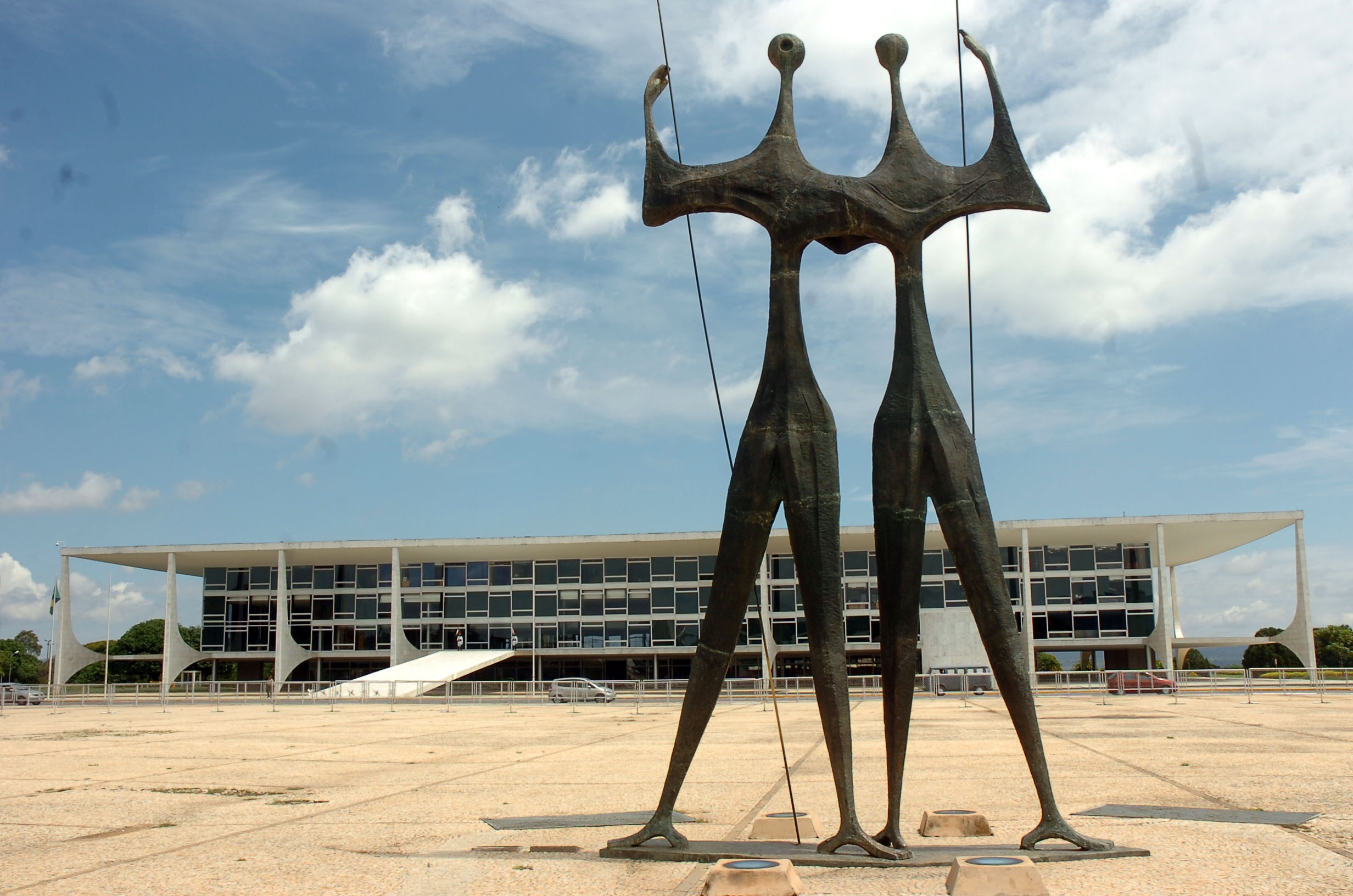
Os Guerreiros, devant le palais du Planalto, à Brasilia.
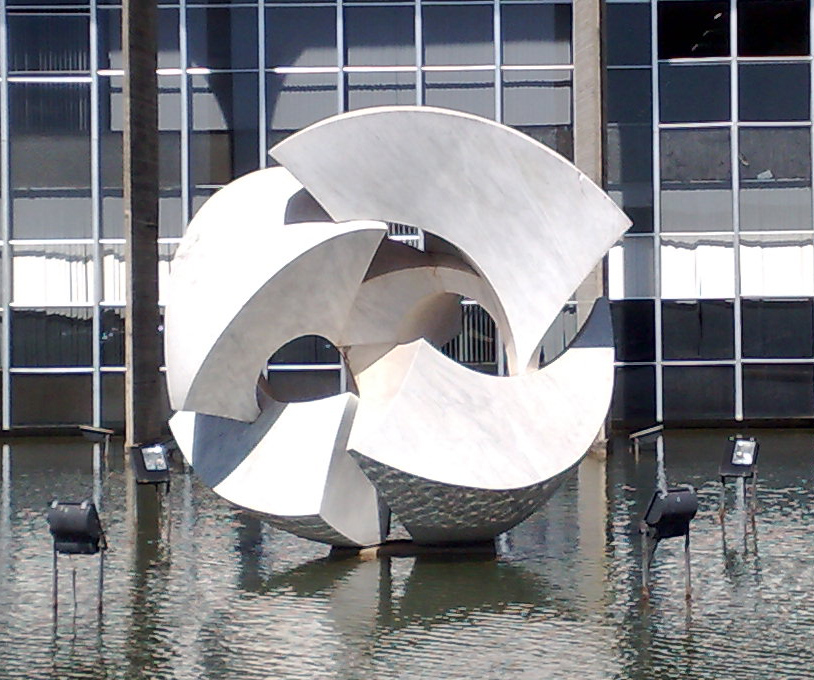
Meteoro (1967)
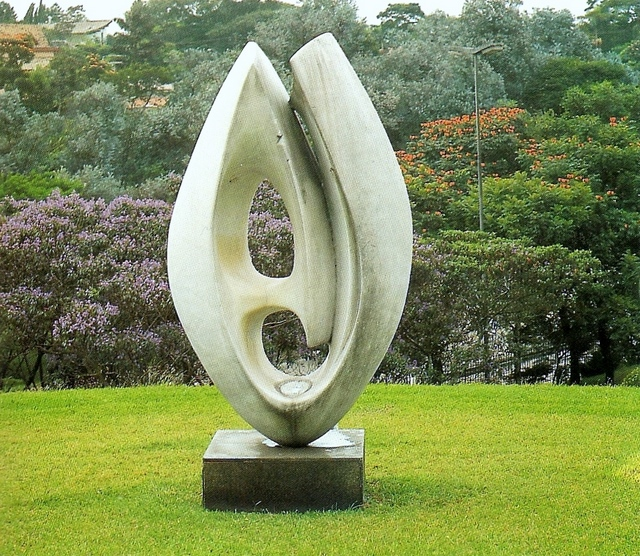
Escultura (1970)
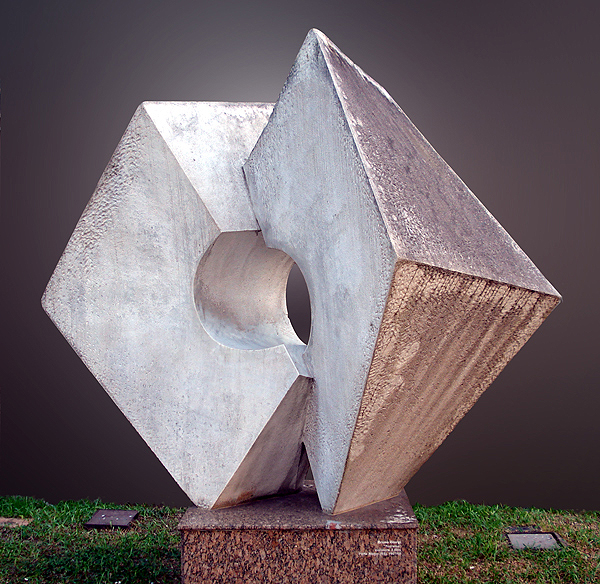
Teorema (1987-1988)
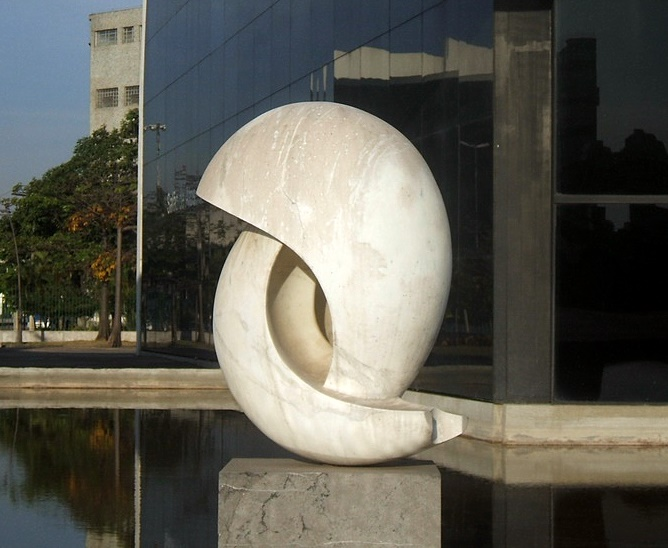
Integração (1989)
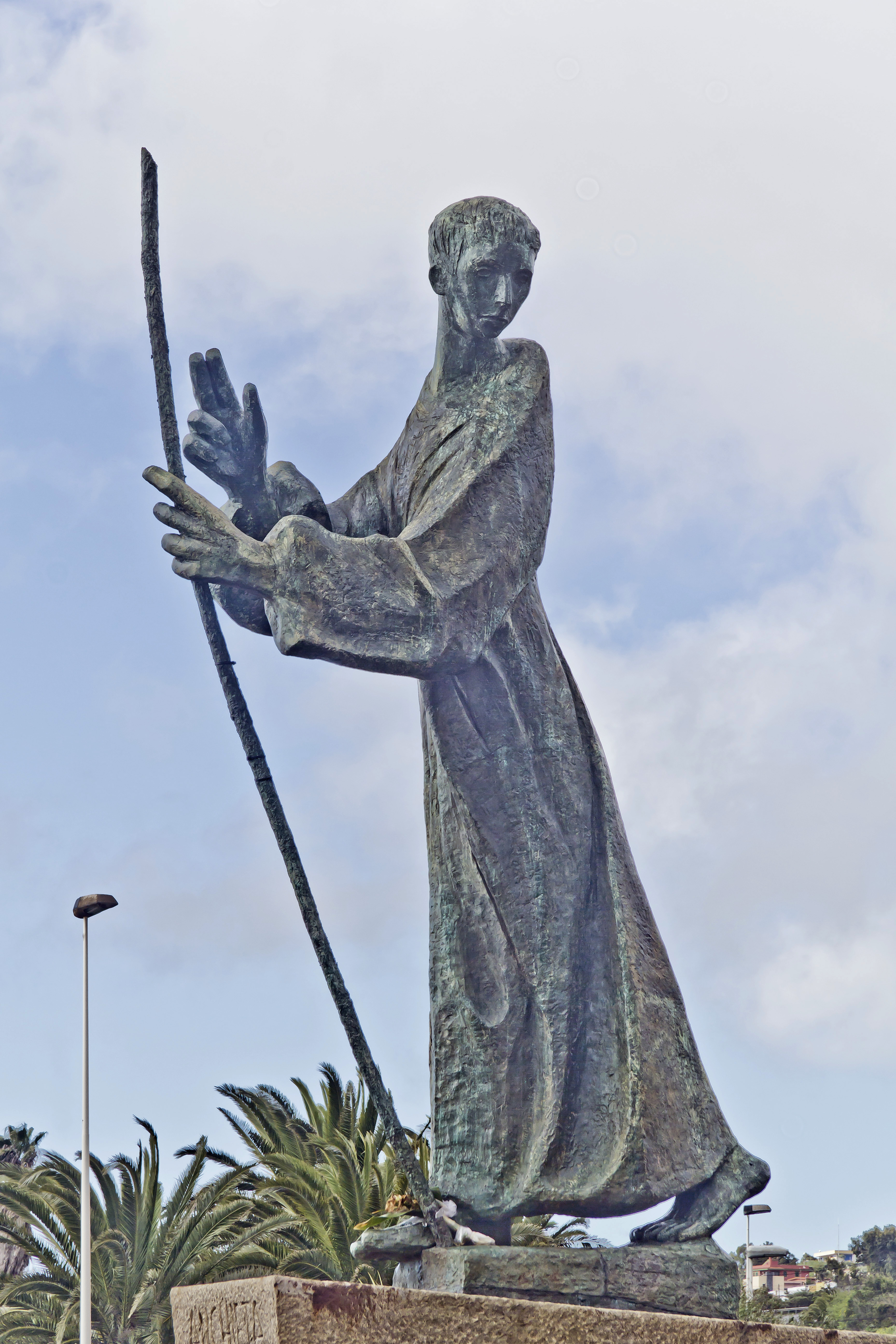
Monumento a San José de Anchieta (1960)